# Каллий (сын Фениппа)
Каллий (др.-греч. Καλλίας) — афинский аристократ VI века до н. э.
Принадлежал к старшей ветви рода Кериков. Один из первых известных членов семьи, условно называемой «Каллиями», или «Каллиями-Гиппониками». В просопографической и генеалогической литературе для удобства обычно именуется Каллием (I).
Прославился своими успехами на панэллинских состязаниях. Его квадрига победила на Пифийских играх, затем его лошадь выиграла скачки в Олимпии, и там же, на 54-х играх в 564 до н. э. в гонках колесниц четверка принесла ему вторую награду.
Каллий был яростным противником Писистрата; по сообщению Геродота, он был единственным из афинян, кто осмелился купить имения тирана, выставленные на аукцион после его изгнания.
Богатство позволило ему сделать необыкновенный подарок своим трем дочерям: помимо большого приданого, он разрешил им самим выбрать себе мужей. Подобный либерализм в эпоху, когда брак был коммерческой сделкой, а девушки — своего рода «товаром», вызвал немалое удивление и был специально отмечен древним историком.
Геродот не сообщает, кого девушки выбрали в мужья. По предположению Х. А. Шапиро, одна из дочерей Каллия вышла за своего земляка Лисимаха из дема Алопеки, и стала матерью знаменитого Аристида, другая — за некоего Струтона, а третья стала женой Кратия из рода Алкмеонидов, которому родила сына Каллия.
Сыном Каллия был Гиппоник Аммон.